# 주변환장치
주변환장치는 전기로 움직이는 전기기관차나 전동차에 설치되는 장치이다.

## 설명
주변환장치는 견인 전동기를 제어하는 장치로 전기기관차나 전동차를 움직이게 하는 역할을 하는 주된 전동기를 구동하기 위한 전력 변환기의 역할을 수행하는 장치이다. 전동기의 구동력을 제어하는 것이 주변환장치의 주된 역할이며 이를 통하여 전동기의 전압을 조절하게 된다. 정류기 등의 가선 쪽 변환기와 인버터와 같은 전동기의 제어에도 주변환장치가 이용되며 그래서 전기기관차나 전동차에 있어선 매우 중요한 장치가 된다.

## 같이 보기
- 전기기관차
- 전동차